# Robert Ellis
Robert Ellis (27 de junio de 1892 – 29 de diciembre de 1974) fue un actor, guionista y director cinematográfico de nacionalidad estadounidense. 
Nacido en la ciudad de Nueva York, actuó en 166 filmes entre 1913 y 1934. Además, escribió el guion de 65 cintas y dirigió 61.
Robert Ellis falleció en Santa Mónica (California) en 1974, a causa de un paro cardiaco.

## Selección de su filmografía
- Brown of Harvard (1918)
- The Tiger's Trail (1919)
- The Infidel (1922)
- Anna Ascends (1922)
- Silk Stocking Sal (1924)
- Forbidden Cargo (1925)
- Lady Robinhood (1925)
- Broadway (1929)
- American Madness (1932)
- The Monster Walks (1932)
- Treason (1933)
- The Thrill Hunter (1933)
- In Love with Life (1934), guionista
- Charlie Chan in Egypt (1935)
- Iceland (1942)
- Hello, Frisco, Hello (1943)
- Peter Pan (1953)